# America's Best Dance Crew
America's Best Dance Crew, ou Danse ou crève au Québec, est une émission de téléréalité américaine en 73 épisodes de 60 minutes diffusée entre le 7 février 2008 et le 29 août 2015 sur MTV, où des gens viennent faire des auditions pour devenir la meilleure équipe de danse aux États-Unis.
Au Québec, l'émission est diffusée à partir du 10 mai 2008 à MusiquePlus.

## Concept
Des équipes de danse mettent en valeur leur talent afin de concourir pour la somme de 100 000 $ et le Trophée ABDC d'or (une statue dorée d'un B-Boy, avec les jambes en mouvement comme un bobblehead). Chaque semaine, un défi est lancé, différent pour chaque équipe, mais qui a le même concept général ou partage un thème spécifique. Pour commencer chaque épisode, Mario Lopez révèle, dans aucun ordre particulier, quelles équipes sont sûres et qui risque l'élimination. Après, les équipes dans le fond exécutent leurs prestations, les juges décident quelles équipes avanceront dans la compétition.
Un autre aspect unique de ABDC est la bannière de l'équipage. Le logo de chaque bannière représente son équipe respective, apparaissant au cours des entretiens, des spectacles, et des marchandises diverses. Il est également utilisé comme un effet de transition, quand une équipe est éliminée, leur bannière tombe du haut du stade.